# Fahrgastfluss
Als Fahrgastfluss bezeichnet man ein Abfertigungsverfahren im öffentlichen Personennahverkehr, bei dem Einsteiger und Aussteiger jeweils getrennte Türen benutzen. Anwendung findet dieses Konzept bei Straßenbahnen (heute selten), Oberleitungsbussen und besonders Stadtbussen. Einige Verkehrsunternehmen kehren heute wegen hoher Schwarzfahrerzahlen von einem System des freien Einstiegs an allen Fahrzeugtüren, wie dies etwa bei U-Bahnen üblich ist, zu diesem System zurück. Ganz allgemein bezeichnet der Begriff Fahrgastfluss außerdem die Verteilung der Fahrgäste innerhalb des Fahrzeugs. Bei der Wiener Straßenbahn beziehungsweise der Wiener Elektrischen Stadtbahn sprach man früher alternativ vom Fließverkehr.

## Fahrgastfluss aus tariflichen Gründen

### Blütezeit

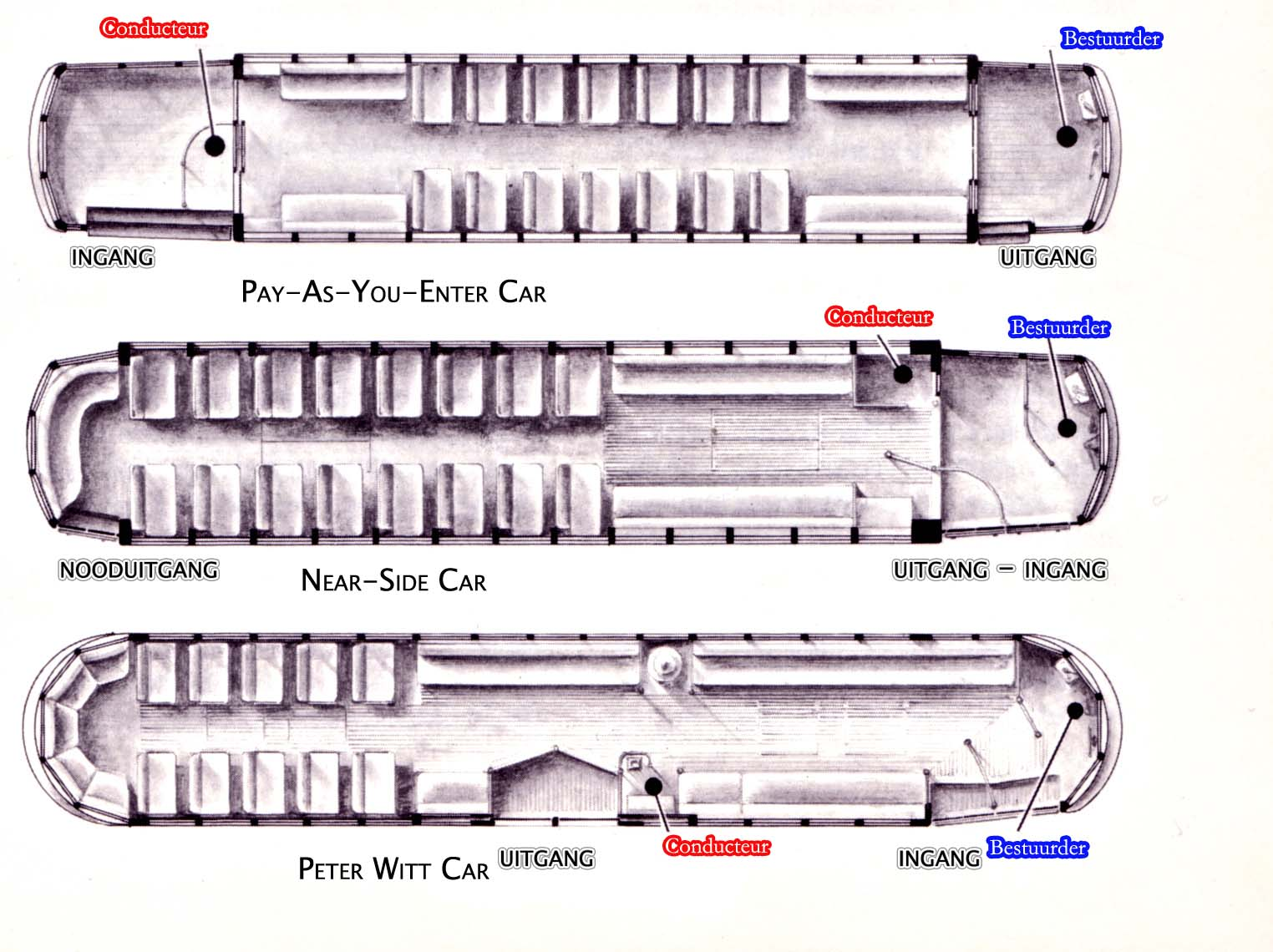
Verschiedene Varianten des Fahrgastflusses

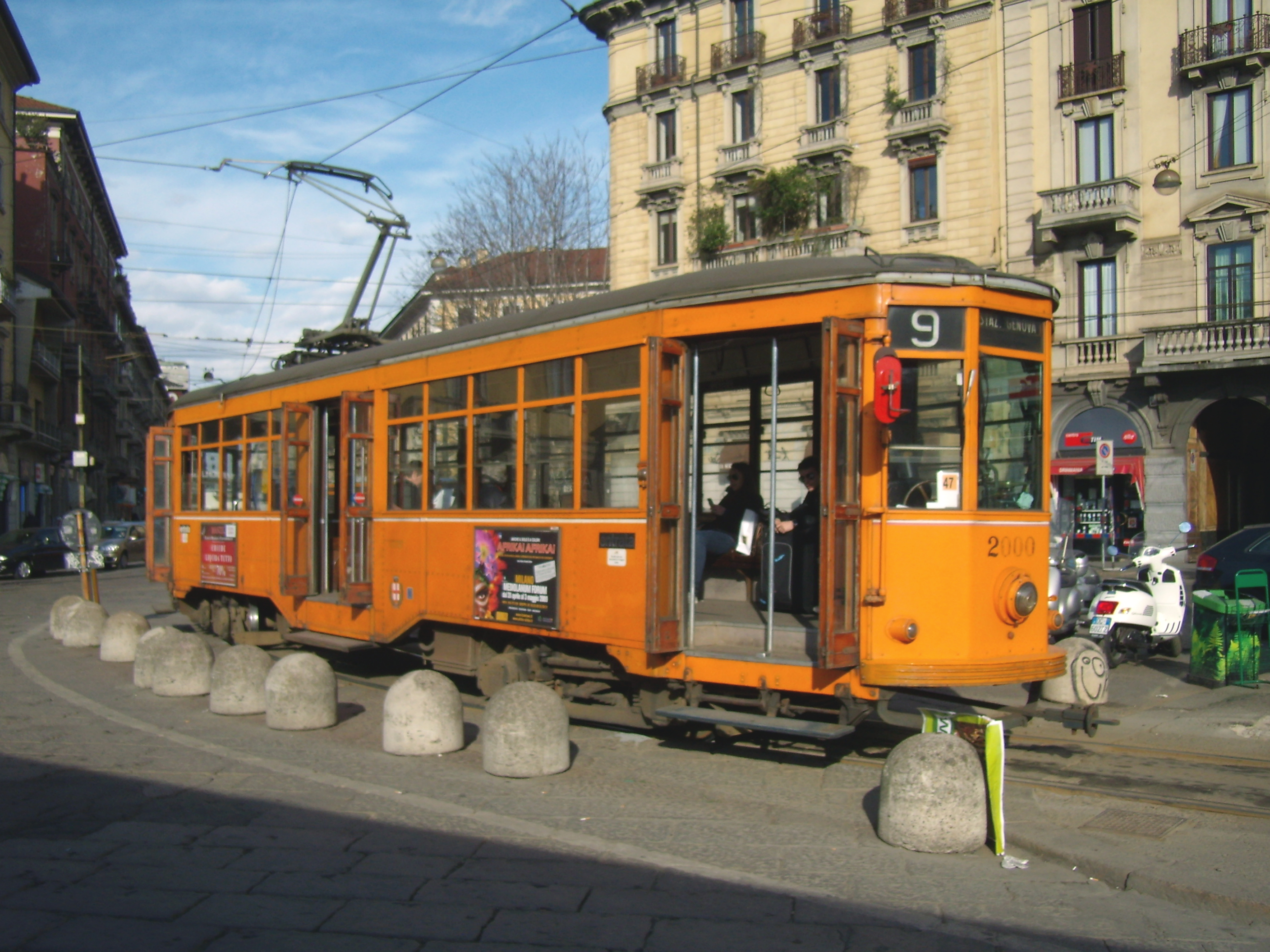
Peter-Witt-Wagen, hier in Mailand, gehörten zu den ersten Straßenbahn-Wagentypen mit Fahrgastfluss

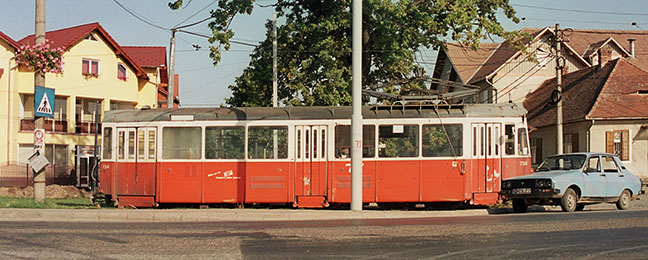
Typische Türanordnung mit breitem Einstieg hinten und schmäleren Ausstiegen in der Mitte und vorn, hier bei einem Schweizer Standardwagen

Traditionell wurden Fahrgäste früher von Schaffnern an ihrem jeweiligen Sitz- oder Stehplatz abgefertigt. Weil diese nach jeder Haltestelle von einem Wagenende zum anderen wechseln mussten, nannte man sie auch Pendelschaffner. Im Laufe der Jahre wurden die Fahrzeuge jedoch zunehmend länger – das Personal schaffte es oftmals nicht mehr, zwischen zwei Stationen alle Passagiere zu bedienen – was zu Beförderungserschleichungen führte. Insbesondere das Aufkommen von Großraumstraßenbahnen, Gelenkstraßenbahnen und Gelenkbussen bereitete den Angestellten diesbezüglich Probleme. Zudem war der Schaffnerbetrieb insbesondere bei längeren Einheiten unwirtschaftlich. So mussten etwa für einen Dreiwagenzug drei Schaffner eingeteilt werden, weil diese während der Fahrt nicht von einem Wagen in den anderen wechseln konnten.
Infolgedessen entwickelte man bereits Anfang des 20. Jahrhunderts das Verfahren des Fahrgastflusses. Vorreiter war hierbei Kanada, wo die Betreibergesellschaft der Straßenbahn Montreal 1905 den Fahrgastfluss erfand. Den Durchbruch erlebte das Prinzip mit den in den Vereinigten Staaten bereits früh in großer Stückzahl hergestellten Großraumstraßenbahnwagen mit Drehgestellen. Darunter insbesondere die ab 1914 gebauten Peter-Witt- und die ab 1936 gebauten PCC-Wagen.
Zwischen dem hinteren Einstieg und dem Sitzplatzbereich installierte man längs zur Fahrtrichtung einen festen Schaffnersitz. Die zusteigenden Fahrgäste durften den Wagen fortan nur noch an dieser fest definierten Einstiegstür betreten. Im Anschluss daran passierten sie den mit dem Rücken zum Fenster sitzenden Sitzschaffner, um sich bei diesem eine Fahrkarte zu kaufen, eine Mehrfahrtenkarte entwerten zu lassen oder ihre Zeitkarte vorzuweisen. Im englischen Sprachraum nannte man dieses Prinzip pay-as-you-enter (PAYE), das heißt bezahlen beim Einstieg. Zum Teil wurde aus Zeitgründen auch zweispurig abgefertigt, das heißt nur die Barzahler mussten direkt am Schaffner vorbei. Die Sichtkarten-Besitzer durften hingegen die Barzahler in zweiter Reihe überholen und ihre Fahrausweise dabei dem Schaffner an den Barzahlern vorbei vorzeigen.
An der oder den vorderen Türen war jetzt nur noch der Ausstieg gestattet. Voraussetzung dafür war eine große Heckplattform, sie bot einen Stauraum für möglichst viele noch nicht abgefertigte Personen. In Hamburg wurden sie daher als Sambawagen bezeichnet, weil die Fläche von ihrer Größe her „zum Samba-Tanzen geeignet wäre“. Typischerweise war der Einstieg breiter als der oder die Ausstiege. Weitere diesbezügliche Entwicklungsschritte stellten der ab 1940 gebaute Schweizer Standardwagen sowie der 1951 vorgestellte Duewag-Großraumwagen dar. Eine weitere Voraussetzung für einen funktionierenden Fahrgastfluss ist ein einfacher Bartarif, zum Beispiel ein Einheitstarif unabhängig von der tatsächlichen Wegstrecke respektive glatte Fahrpreise mit geringem Wechselgeldbedarf. Gleichfalls vorteilhaft ist ein möglichst hoher Anteil an Sichtkarten-Inhabern, damit die Abfertigungszeit pro Fahrgast auf ein Minimum beschränkt wird und es an stark frequentierten Haltestellen beziehungsweise bei kurzen Stationsabständen nicht zu Stauungen und Abfahrtsverzögerungen kommt.
Seltener wurde der Schaffnersitz bei der vorderen Tür eingebaut. In diesem Fall konnte in den Schwachlastzeiten der Fahrer den Verkauf und die Kontrolle der Fahrkarten übernehmen, die Wagen verkehrten dann im sogenannten Einmannbetrieb. Eine weitere Variante war der Einstieg in der Mitte, hierbei fertigte der Schaffner teilweise zwei Fahrgäste gleichzeitig ab, diese rückten dann entweder nach links oder nach rechts in den Wagen auf. Teilweise wurde dabei der Durchgang zwischen den beiden Wagenhälften durch eine Stange verhindert. In anderen Fällen musste zwar prinzipiell hinten beim Schaffner eingestiegen werden, jedoch durften Sichtkarten-Besitzer auch vorne beim Fahrer einsteigen, von dem sie auch kontrolliert wurden. Die Ausstiege erhielten innen teilweise zusätzliche Saloontüren oder Schranken, die nur nach außen drehbar waren und somit das regelwidrige Einsteigen am Schaffner vorbei erschweren sollten. In manchen Betrieben wurde ferner durch eine rote Liniennummer auf das neuartige Verfahren hingewiesen, so beispielsweise bei der Straßenbahn Hamburg, bei der Straßenbahn Mannheim/Ludwigshafen und bei der Straßenbahn München. 
Eine weniger verbreitete Alternative zum pay-as-you-enter-Verfahren ist das Bezahlen erst beim Ausstieg. 

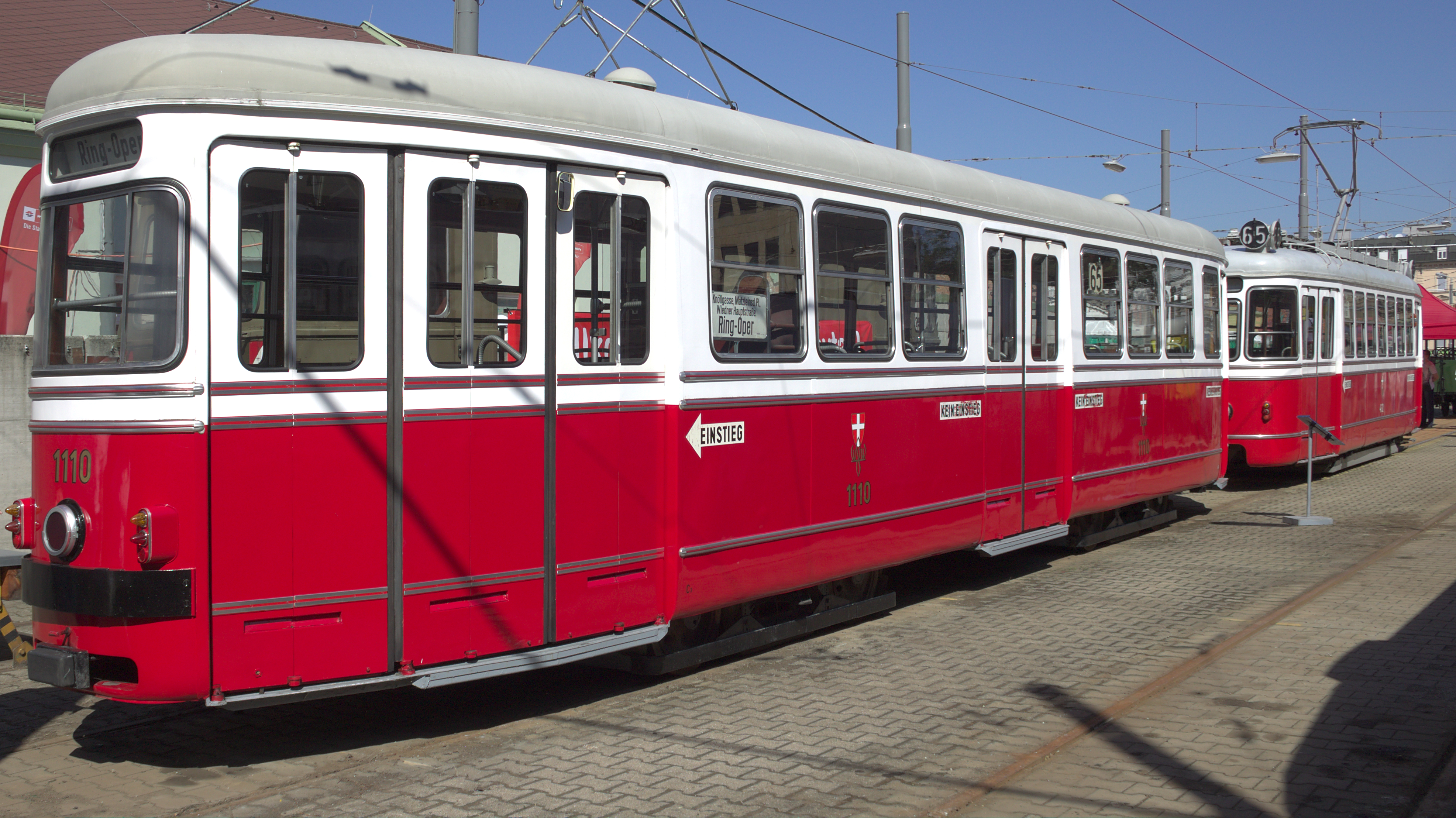
Straßenbahn Wien: Großraumbeiwagen mit dreispuriger Hecktür und den Hinweisen „Einstieg“ beziehungsweise „Kein Einstieg“
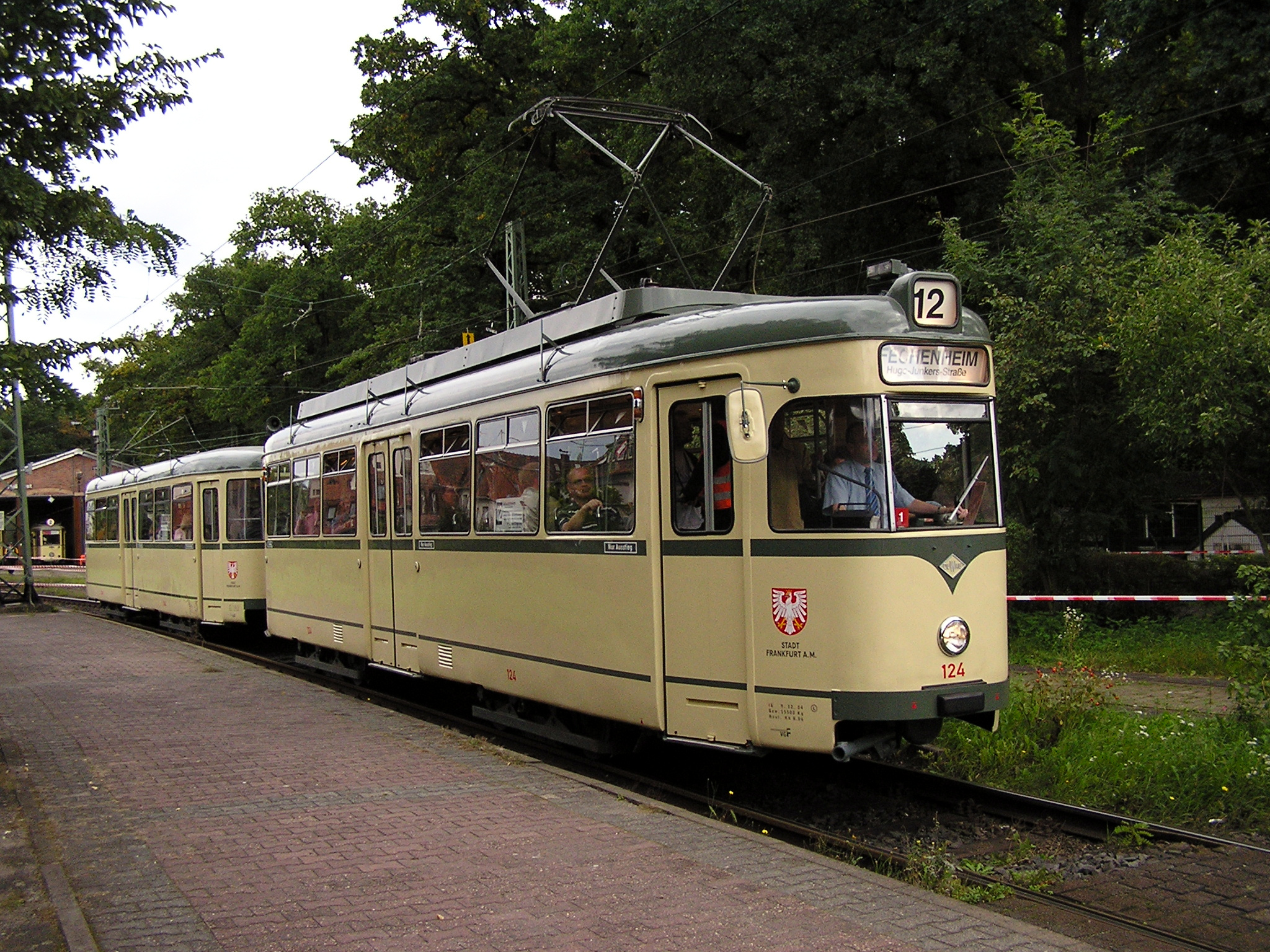
Im Gegensatz dazu war die für den Ausstieg vorgesehene Tür vorn oft nur einspurig.
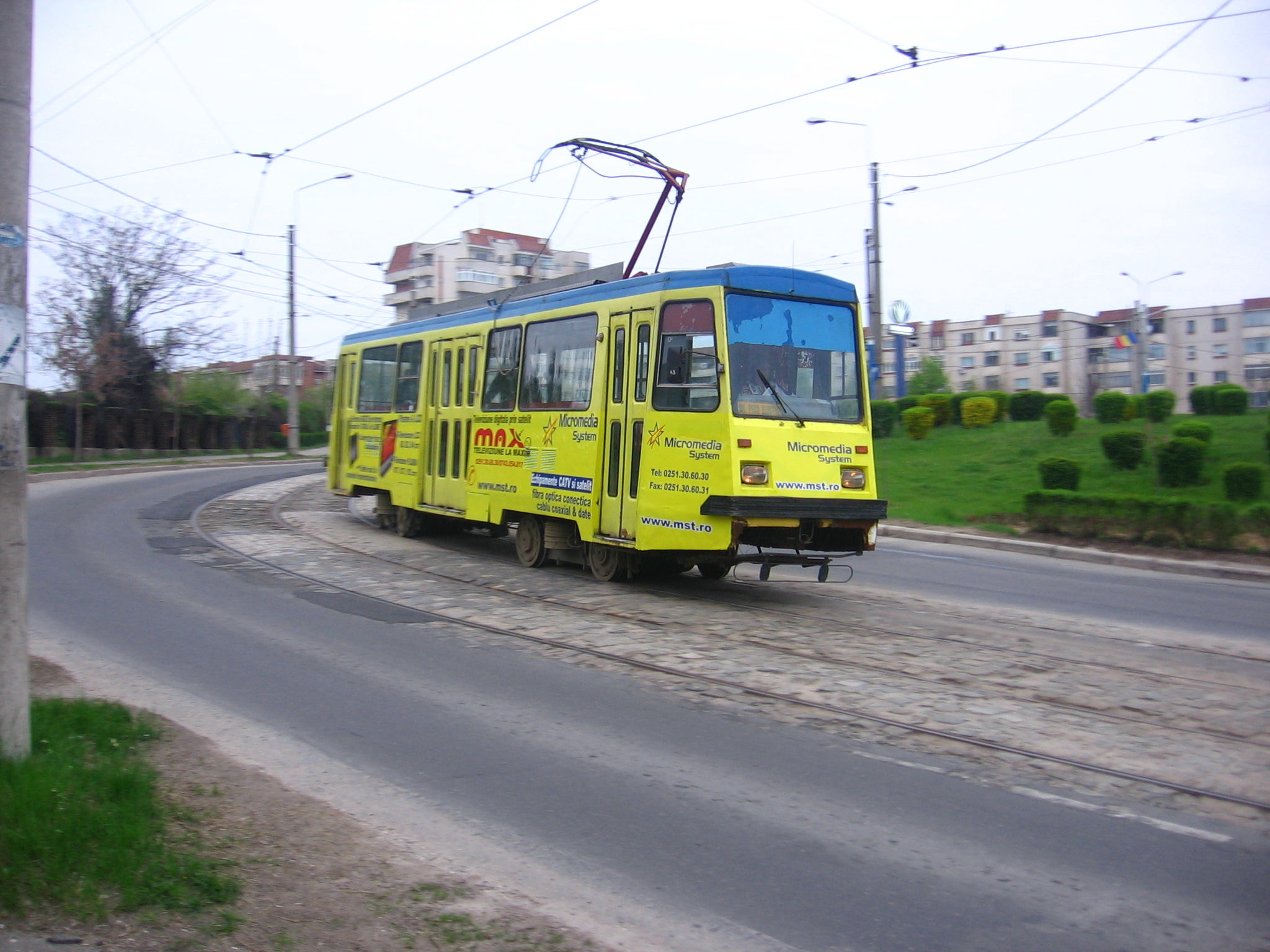
Rumänischer Typ Timiș 2 mit doppeltem Mitteleinstieg, vorgesehen für Schaffnerabfertigung nach links und rechts
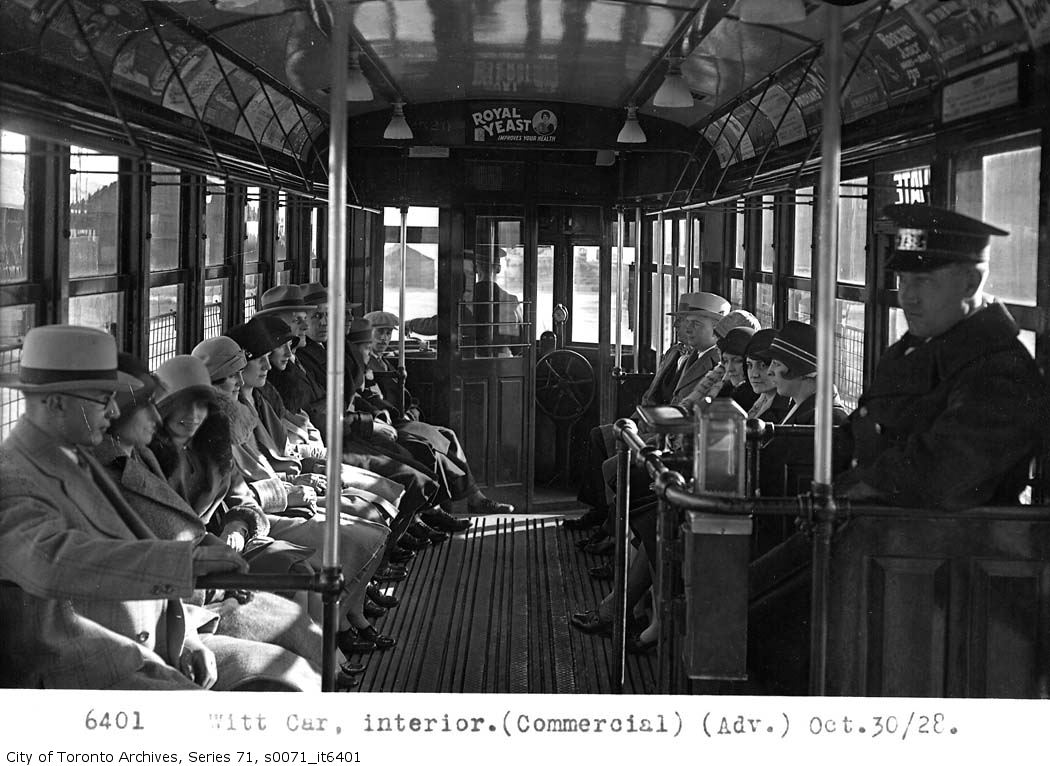
Peter-Witt-Wagen der Straßenbahn Toronto: der Sitzschaffner hat alle Fahrgäste abgefertigt und wartet auf die nächste Haltestelle.
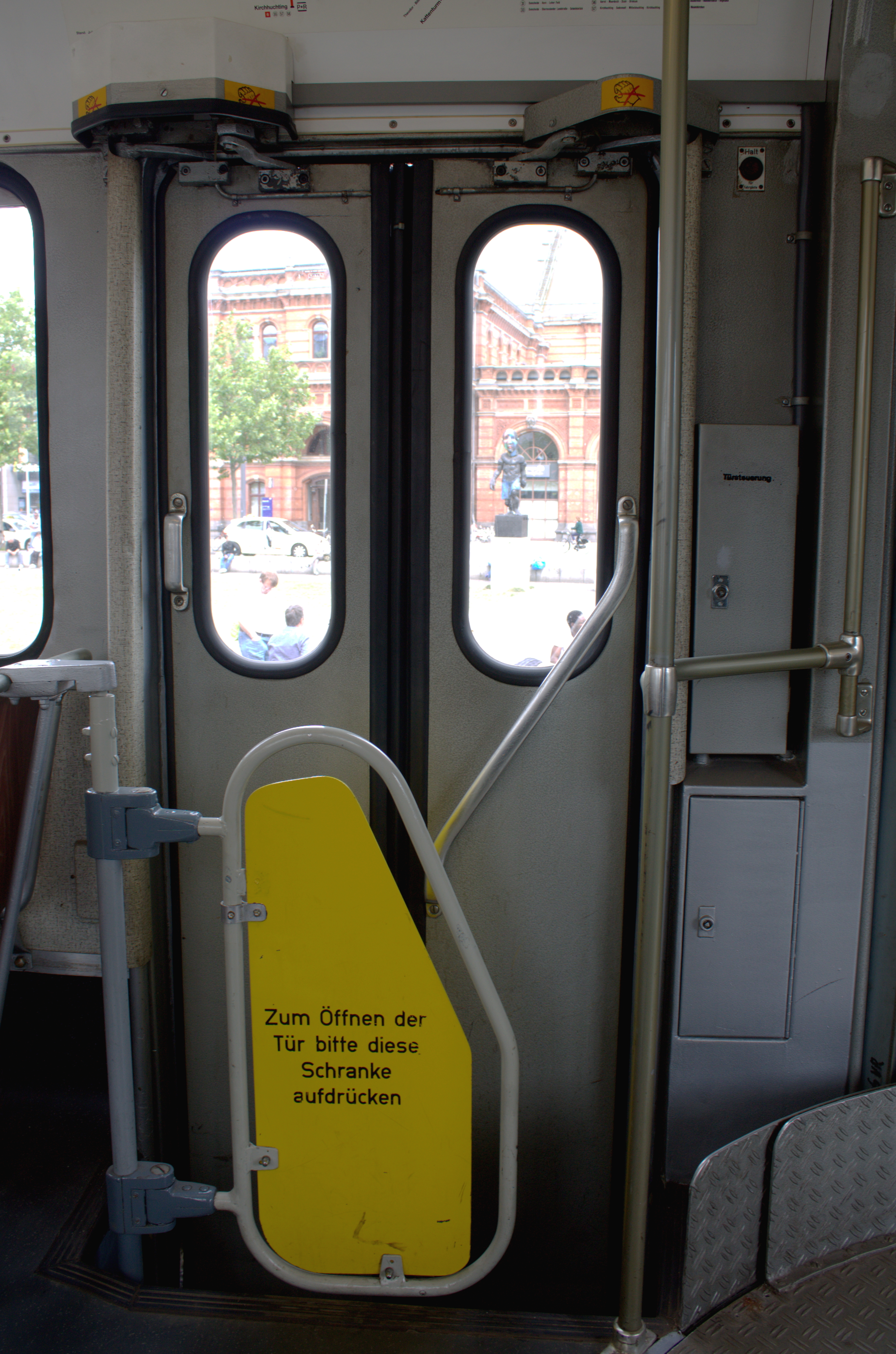
Bremen: Die gelben „Saloontüren“ an den Ausstiegen sollten das regelwidrige Einsteigen am Schaffner vorbei erschweren
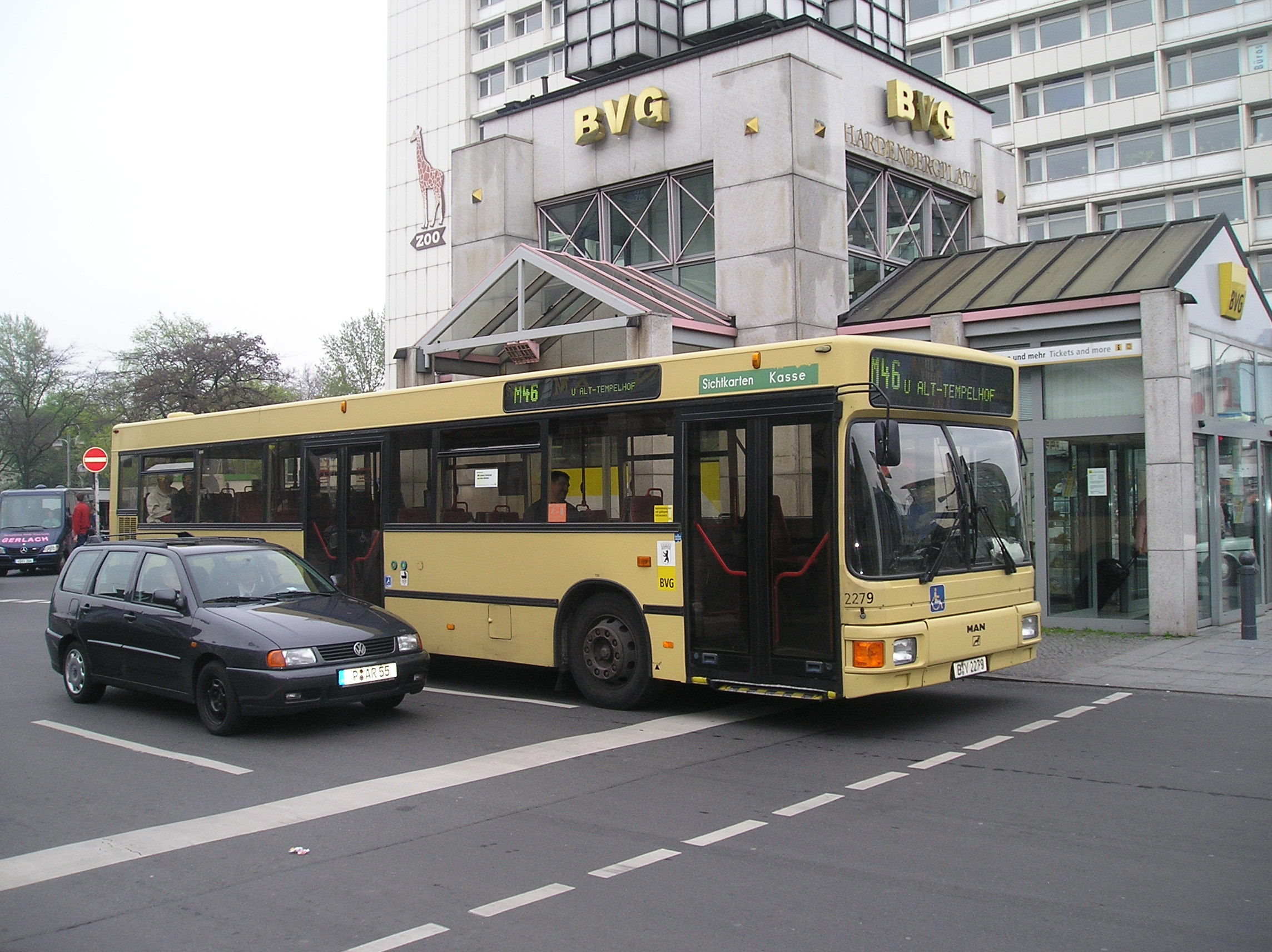
Berliner Bus mit Zweispurabfertigung beim Fahrer – links Sichtkarten, rechts Barzahler
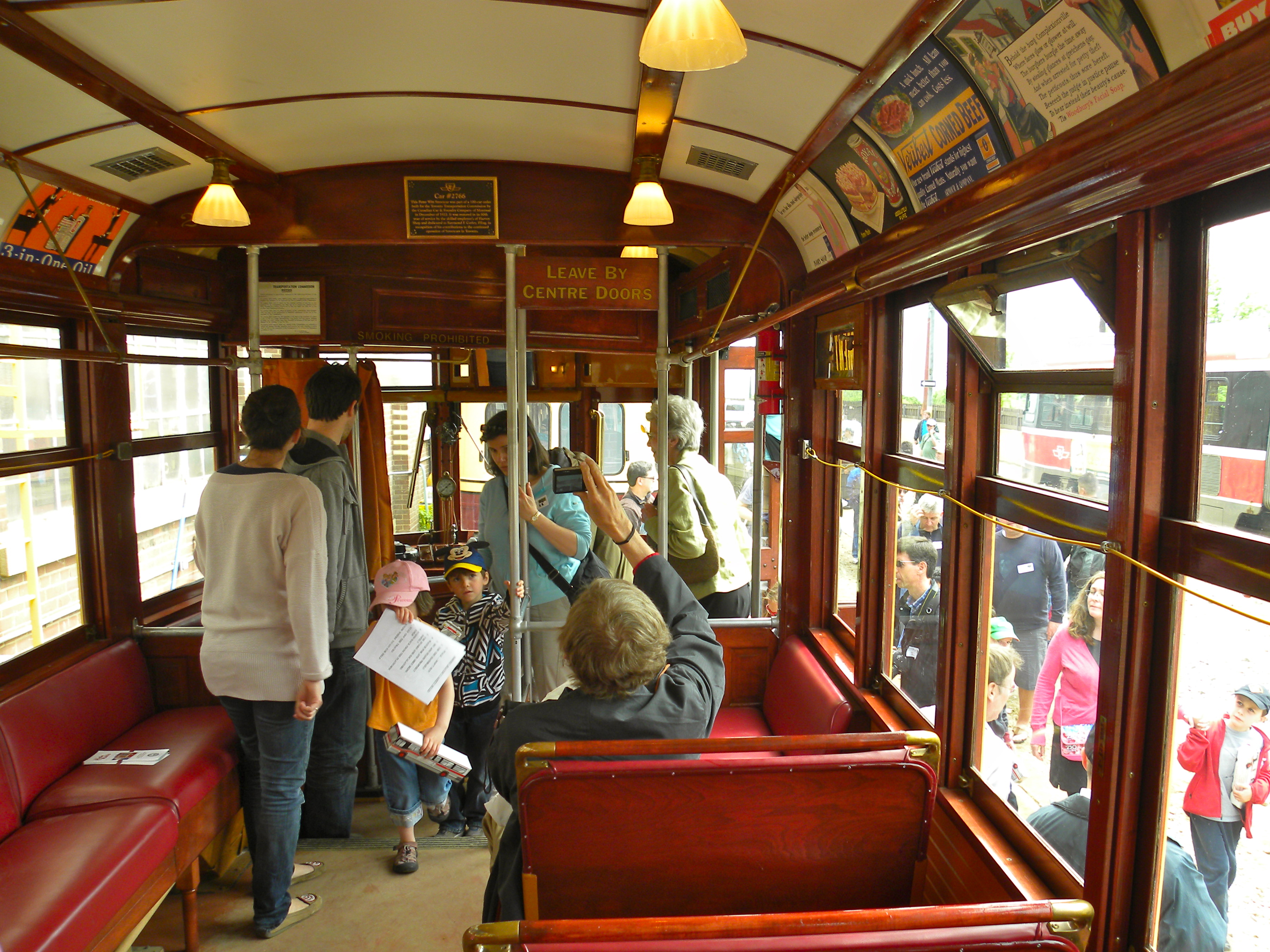
Hinweis LEAVE BY CENTRE DOORS in einem Wagen mit Fahrgastfluss
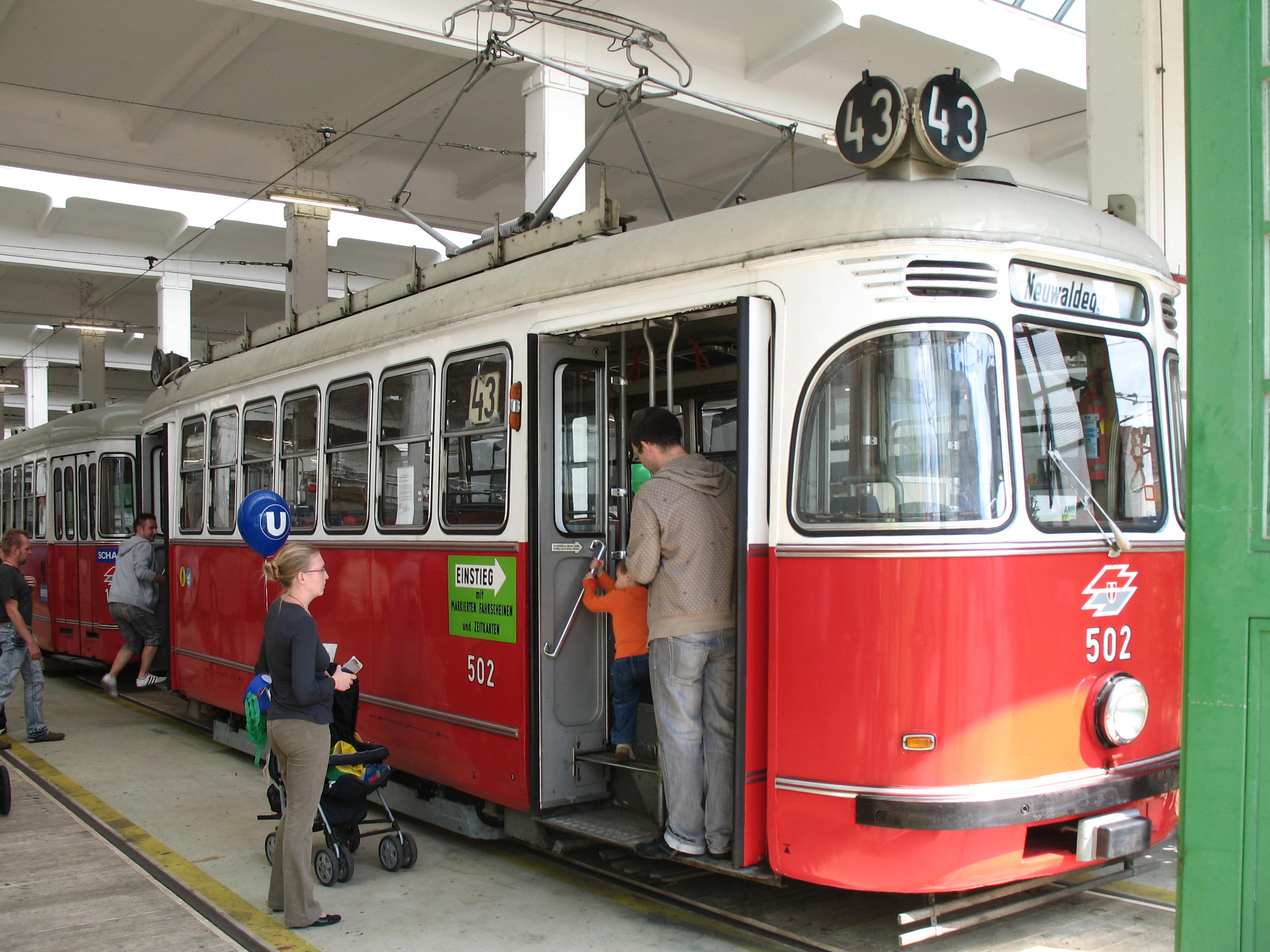
Wien: Spezieller Hinweis für Zeitkarteninhaber, die trotz Sitzschaffner im Heck auch vorn beim Fahrer einsteigen durften
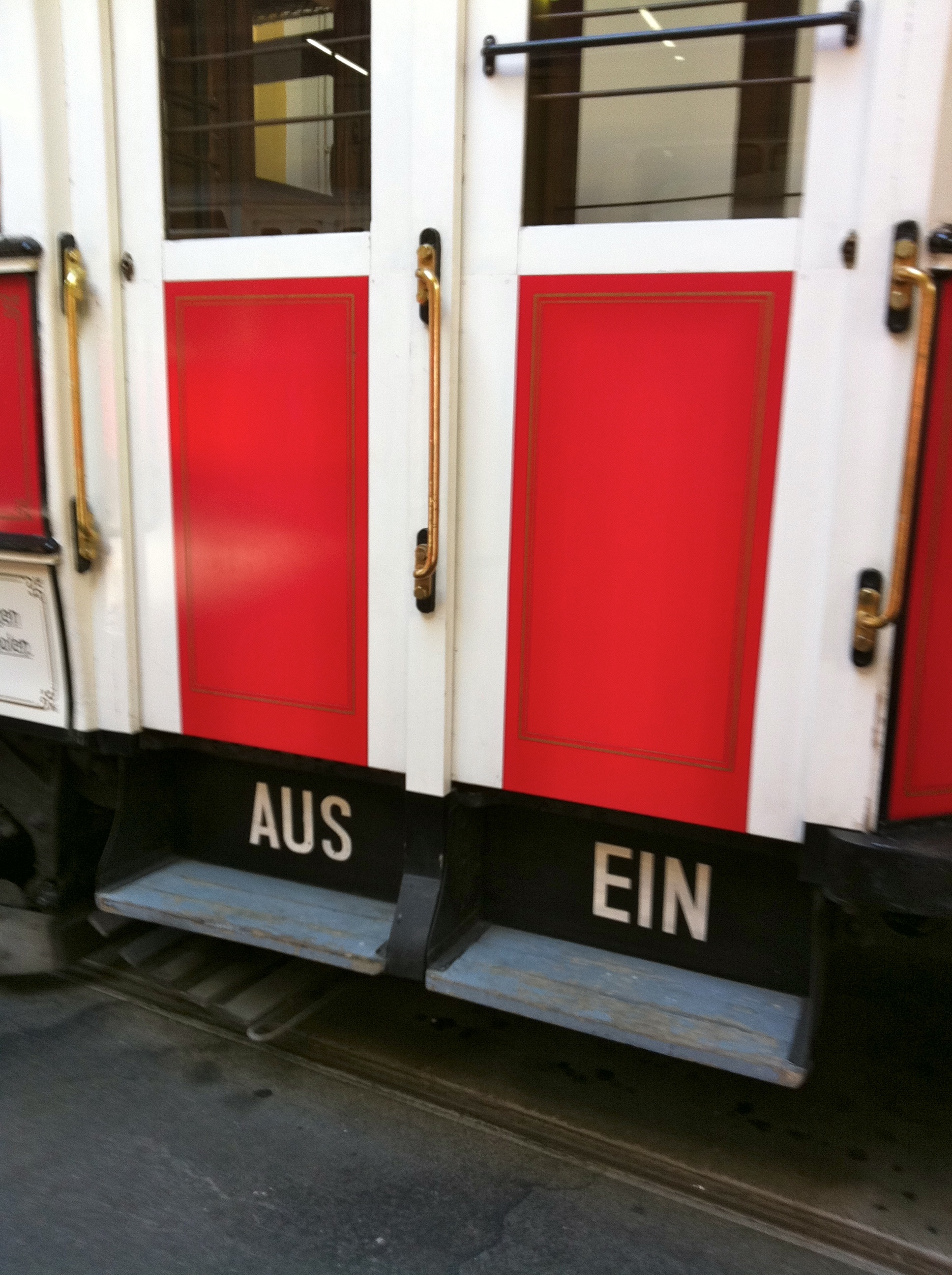
Trennung der Fahrgastströme bei einem Wiener Zweiachser
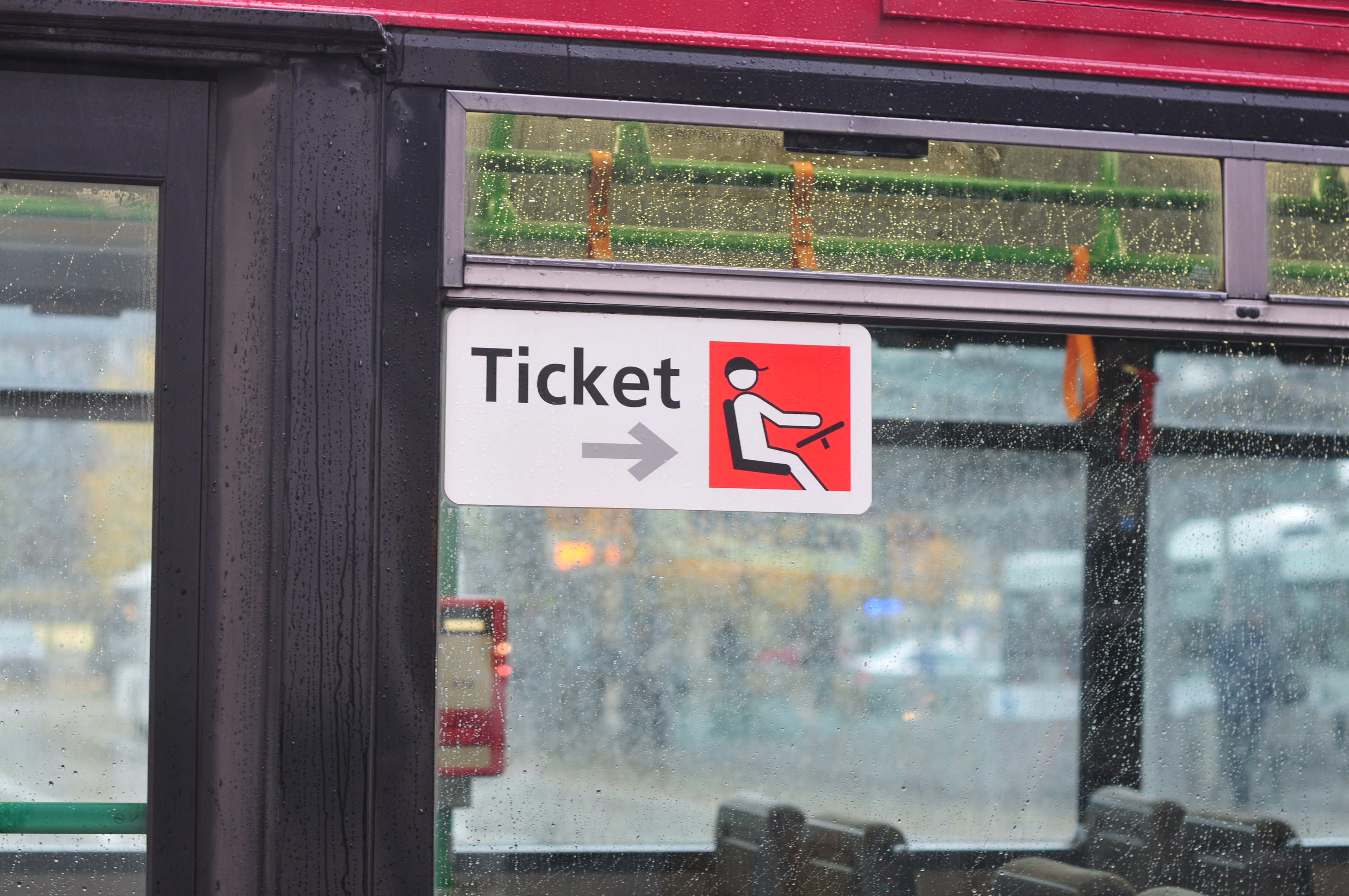
Hinweis auf den Fahrkartenverkauf beim Fahrer an der zweiten Tür eines Salzburger Oberleitungsbusses

### Niedergang durch Einmannbetrieb
Durch den technischen Fortschritt und die damit verbundene zunehmende Verwendung von Fahrkartenautomaten, Zahlboxen (in der DDR) und Mehrfahrtenkarten in Kombination mit Entwertern wurden die Schaffner wegen Personalknappheit und aus Kostengründen in den 1960er und 1970er Jahren vielerorts entbehrlich. Infolgedessen gab man auch das Fahrgastflussprinzip weitgehend auf. Die Wagen wurden auf Abfertigung durch den Fahrer umgebaut (Einmannwagen), der Raum des Schaffnerplatzes konnte für Fahrgäste genutzt werden. Die bisherigen Ausstiegstüren erhielten auch außen Bedienknöpfe, analog dazu erhielt die bisherige Einstiegstür auch innen Bedienknöpfe für aussteigende Fahrgäste. Eine Fahrkartenkontrolle fand kaum oder nicht mehr statt, der Fahrgastfluss entfiel, weil man nun wie bei U- und S-Bahn-Fahrzeugen an allen Türen ein- und aussteigen konnte. Dies ermöglichte beschleunigte Reisezeiten, was angesichts der immer stärkeren Konkurrenz durch den motorisierten Individualverkehr eine zunehmende Rolle spielte.
Weil der Schaffner neben dem Fahrkartenverkauf dem Fahrer auch das Abfahrtssignal aus hinteren Fahrzeugteilen (beziehungsweise Beiwagen) übermittelte, mussten neue Sicherheitseinrichtungen geschaffen werden. So konnte die Fahrt durch eine Abfahrtsperre nur mit sicher geschlossenen Türen fortgesetzt werden. Voraussetzung dazu waren automatische Türen mit Sensoren in Form von Trittplatten oder Lichtschranken. Bei Doppeldeckerbussen wurde der Fahrgastfluss später durch Einbau von zwei Treppen auf das Oberdeck ausgedehnt. In der DDR wurden Klingelzeichen und Lichtsignalgeber an den Türen als Hinweis der Abfahrbereitschaft beziehungsweise Warnung vor der Abfahrt beziehungsweise – sofern vorhanden – dem vom Fahrer veranlassten Türschließvorgang eingeführt. 
Das Fahrgastflussprinzip blieb allerdings im Überlandverkehr und im Stadtverkehr kleinerer Städte bis in die Gegenwart erhalten, insbesondere in den verkehrsarmen Abendstunden. Im Regionalbusverkehr übernimmt der Fahrer meist noch heute Fahrkartenverkauf und Sichtkontrolle. Der Einstieg ist dabei nur an der Vordertür gestattet. Auch auf Überlandbuslinien der DDR galt dieses Prinzip.

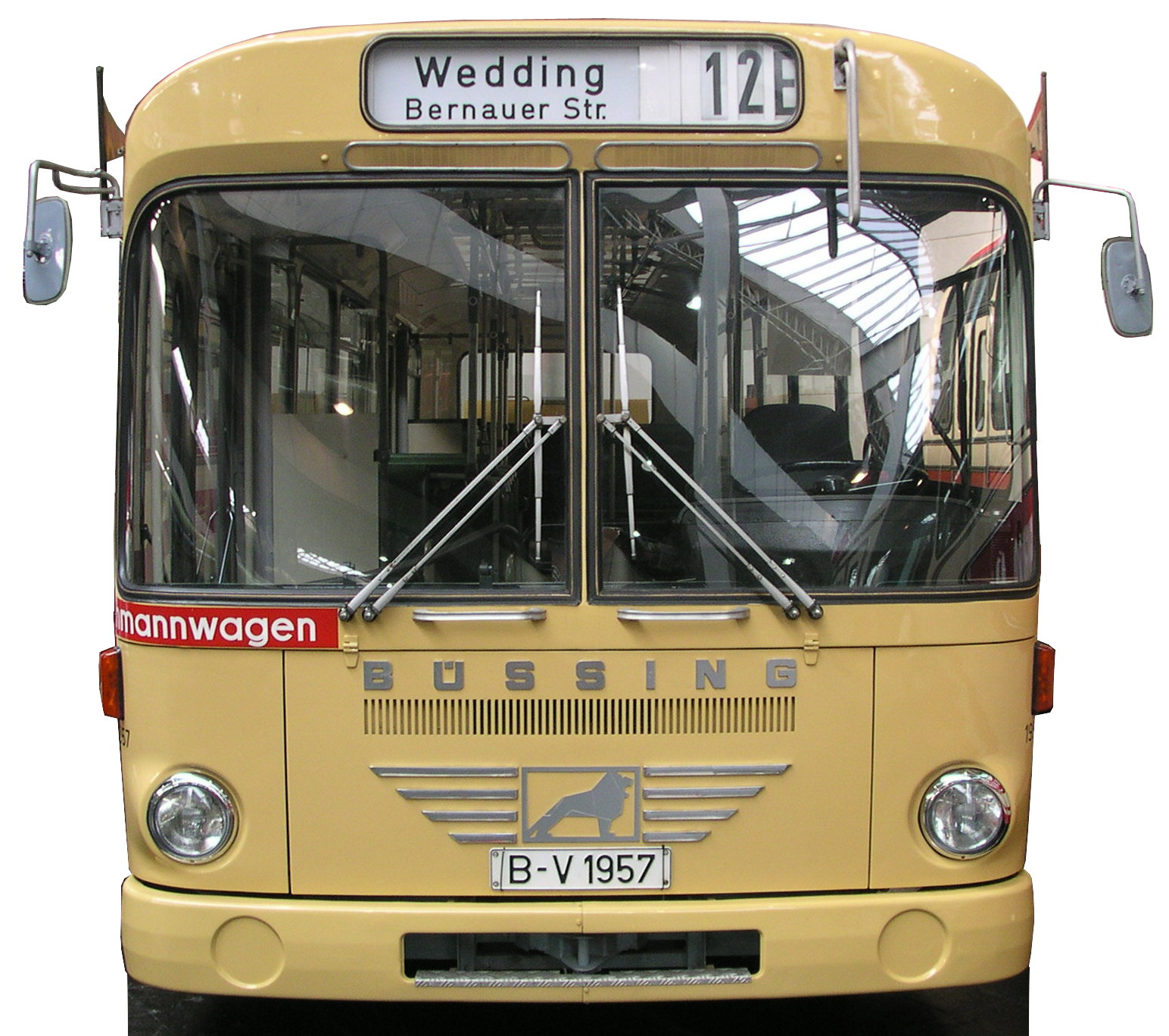
Dieser Berliner Bus ist explizit als Einmannwagen beschildert
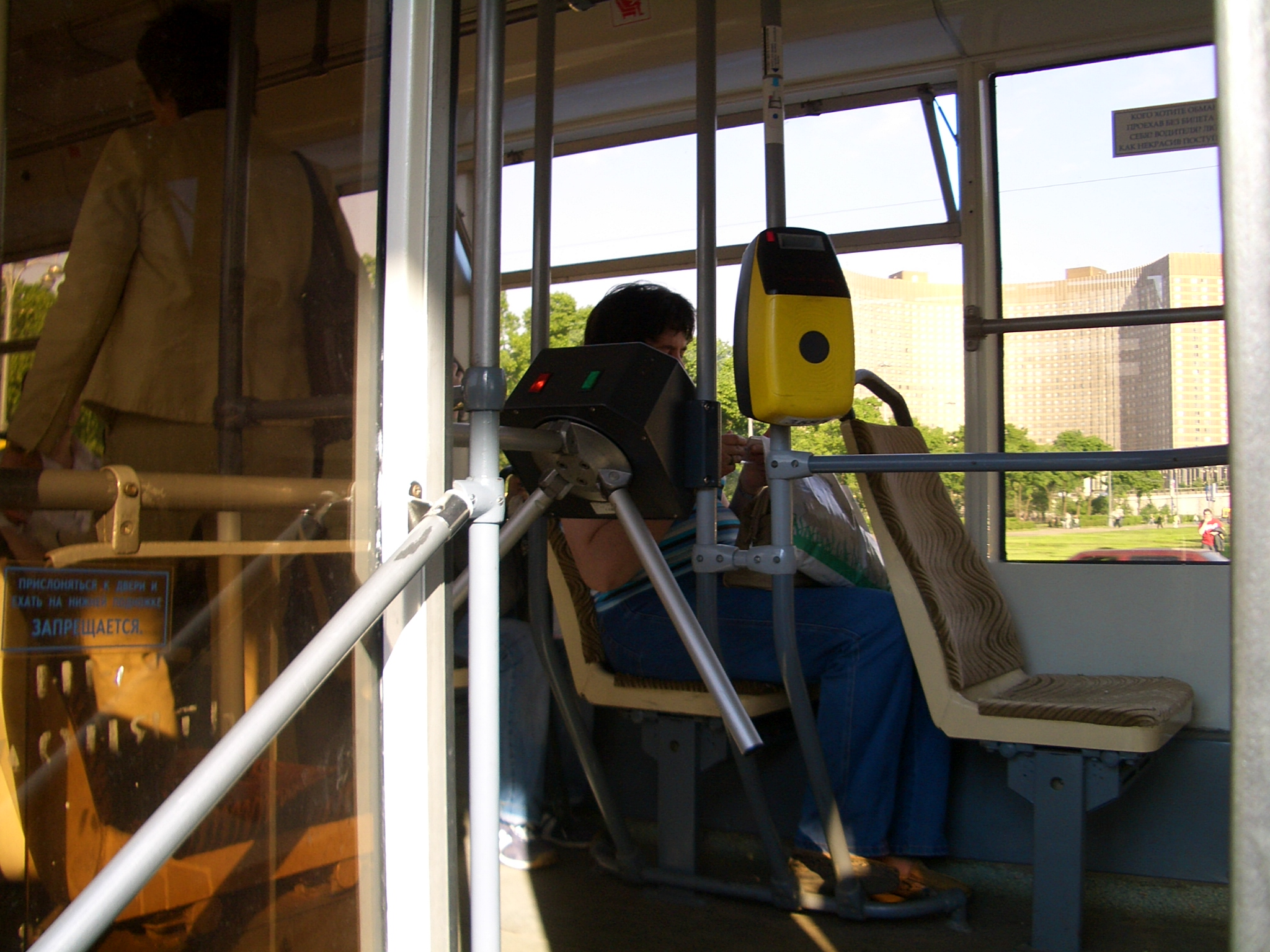
Automatische Fahrkartenkontrolle per Drehkreuz und Lesegerät in einer Moskauer Straßenbahn
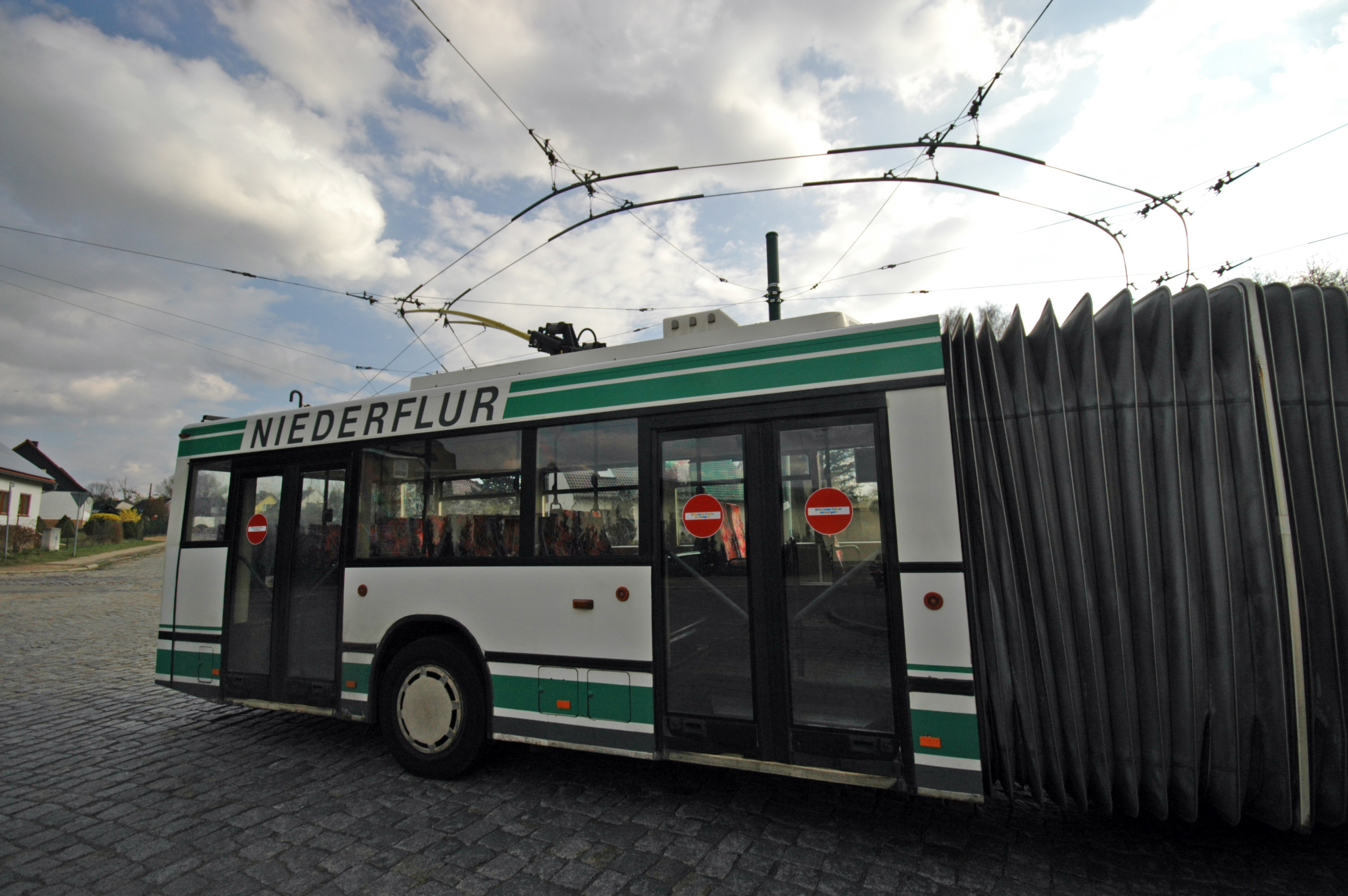
In Eberswalde symbolisieren rot-weiße Einbahnstraßenschilder an welchen Türen der Einstieg nicht erlaubt ist

### Heutige Situation

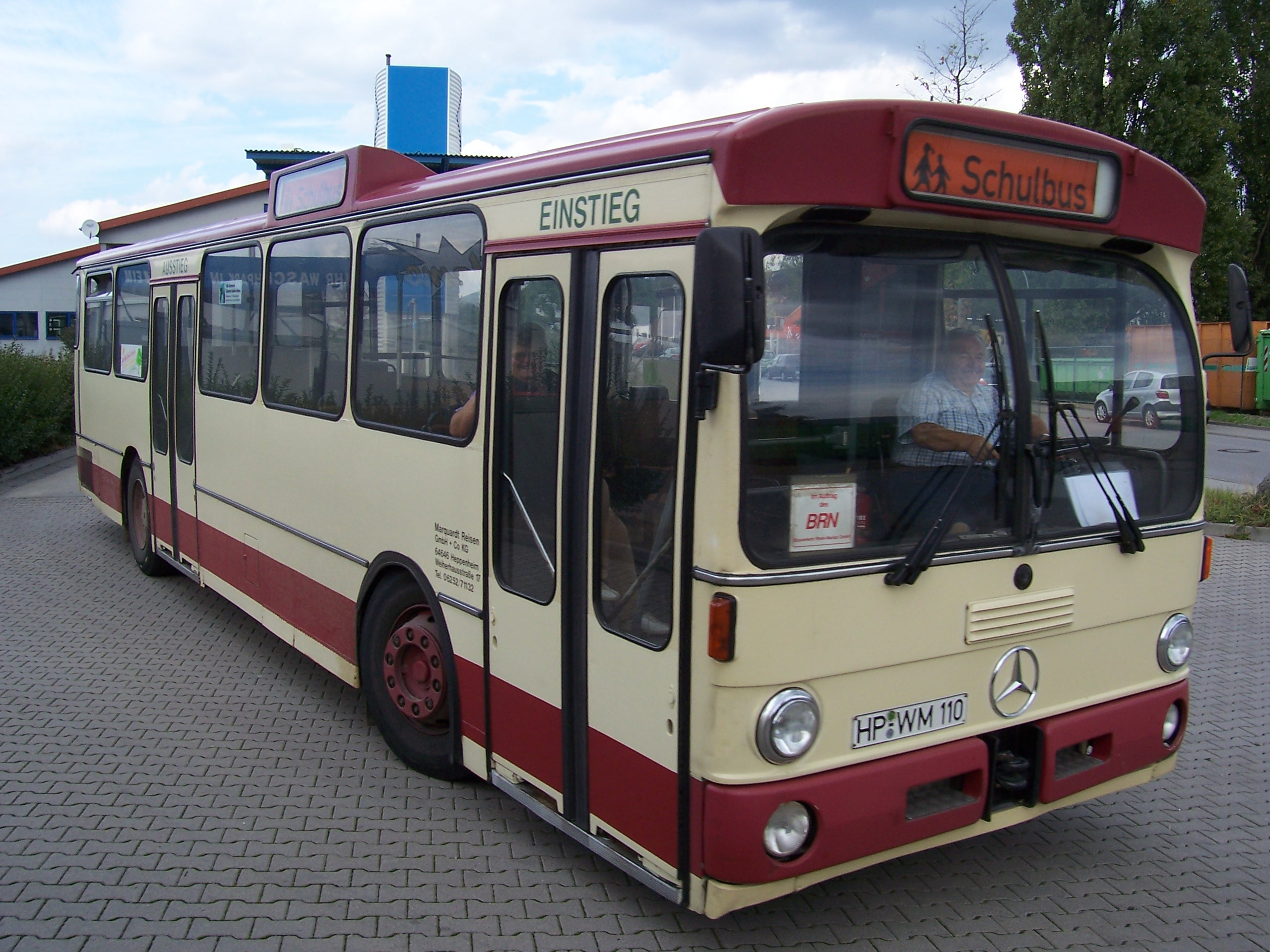
Omnibus mit gekennzeichnetem Vordereinstieg beim Fahrer, während die zweite Tür nur dem Ausstieg dient

Zunehmend wird heute auch bei Stadtbusbetrieben wieder das Fahrgastflussprinzip eingeführt, sodass vorn beim Fahrer eingestiegen werden muss. Dieser übernimmt neben dem Fahrkartenverkauf auch die Sichtkontrolle der Fahrausweise von Umsteigern und Zeitkarteninhabern. (kontrollierter Einstieg) Die hinteren Türen dürfen in diesem Fall nur von Fahrgästen mit Kinderwagen, sperrigem Gepäck, Fahrrädern oder von Rollstuhlfahrern genutzt werden. Um ausreichend Platz für den Fahrgastfluss zu schaffen, werden im vorderen Fahrzeugbereich nur wenige Sitzplätze angeboten. Besonders bei Gelenkbussen auf stark frequentierten Linien entstehen dabei durch den langen Weg innerhalb des Fahrzeuge Probleme, speziell bei Nutzung durch Fahrgäste mit Kinderwagen oder Gepäck. Aussteigen an der Vordertür wird nur ausnahmsweise erlaubt. Zur Beschleunigung dienen Entwerter, die auch im Türbereich der mittleren Türen eingebaut wurden. Die Fahrgäste müssen dann ihre nicht entwerteten Fahrkarten beim Einstieg vorzeigen.

## Fahrgastfluss zwecks Verkürzung der Fahrgastwechselzeiten
Unabhängig vom Fahrkartenverkauf beziehungsweise -kontrolle durch das Personal sorgt der Fahrgastfluss im Idealfall für kürzere Fahrgastwechselzeiten an den Haltestellen, weil ein- und aussteigende Fahrgäste sich nicht gegenseitig behindern.

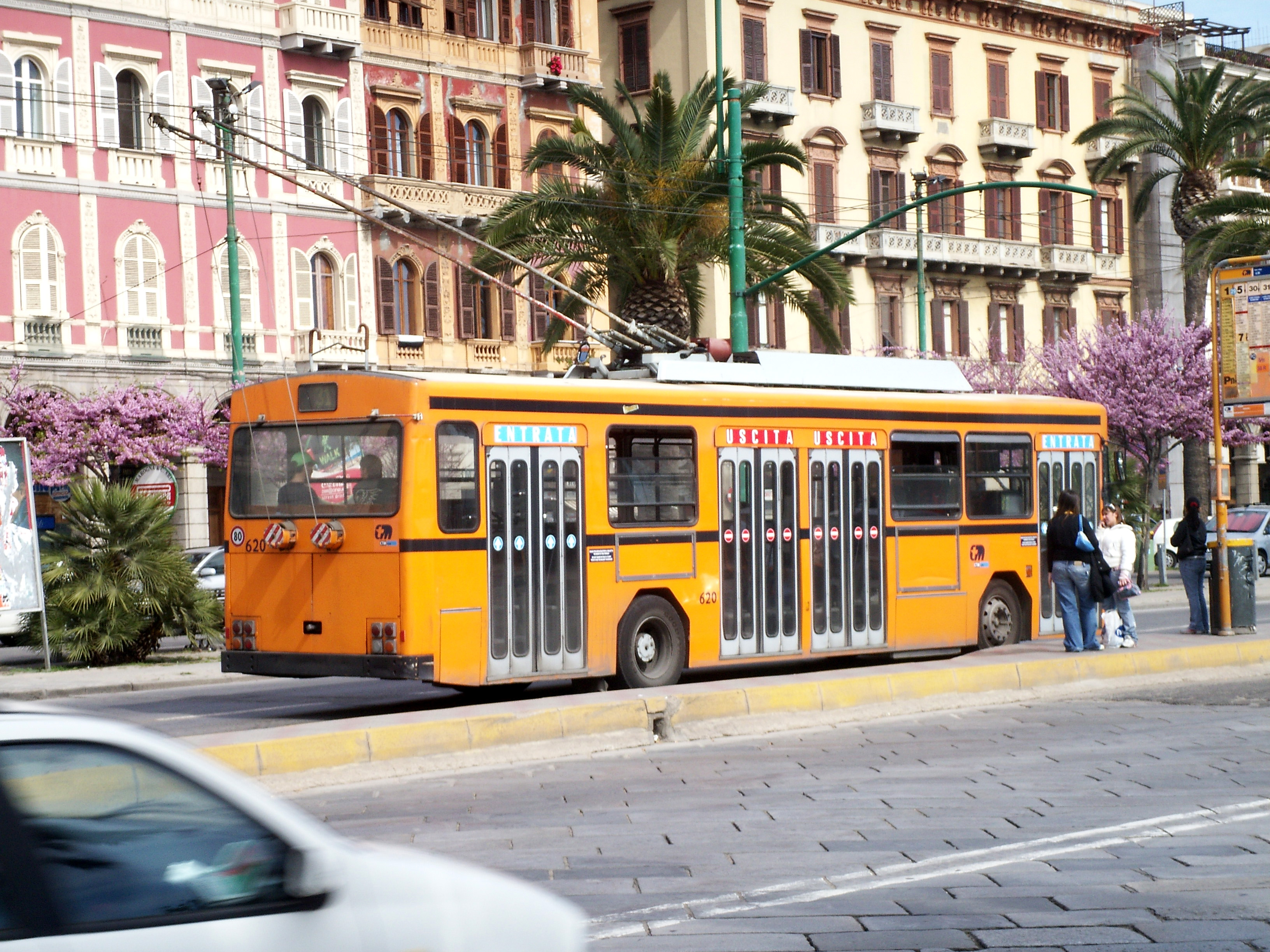
Einstieg (entrata) vorn und hinten, Ausstieg (uscita) an der Doppeltür in der Mitte
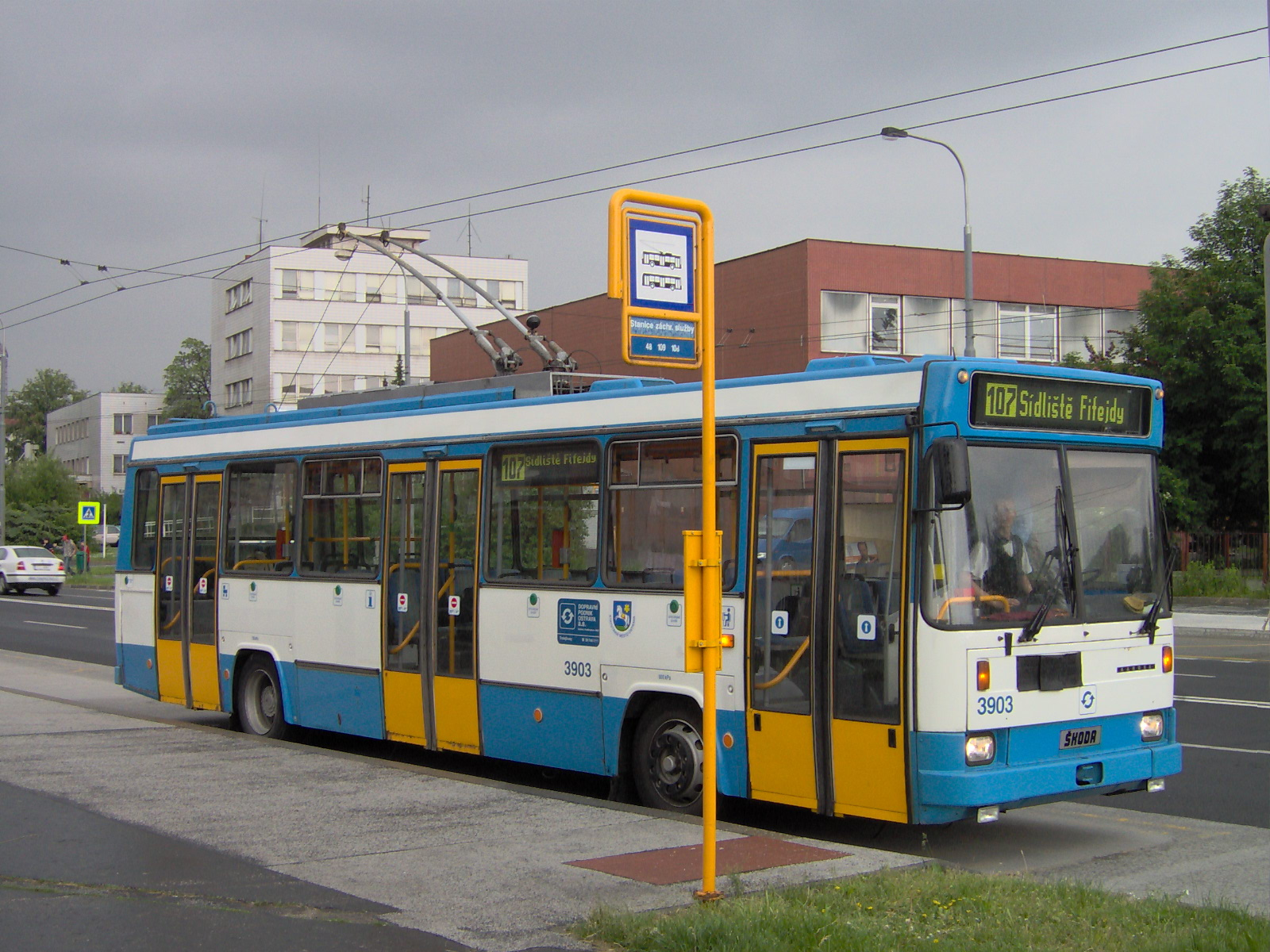
Einstieg vorn, Ausstieg in der Mitte und hinten